# Dominique Zalitis
 (juin 2011).
Si vous disposez d'ouvrages ou d'articles de référence ou si vous connaissez des sites web de qualité traitant du thème abordé ici, merci de compléter l'article en donnant les références utiles à sa vérifiabilité et en les liant à la section « Notes et références ».
Dominique Zalitis, née à Québec en 1972,  est une auteure québécoise d’origine lettone. 

## Biographie
Elle travaille en alphabétisation. 
Son premier recueil, Entre les murs de la Baltique, paru en 2007 aux Éditions David, est une incursion à travers la mémoire de ses racines. Son écriture est empreinte de sensibilité par rapport à ce qui meurt et à ce qui renaît. Elle explore les traces des pas effacés, le sens de l’Histoire, le dépouillement nécessaire face à l’inévitable et l’aspiration ultime à transcender le temps par la beauté du monde. Sa dernière parution, Défricher l’aube, aborde avec sensibilité l’environnement.
En 2009, elle est invitée par l'Ambassade du Canada à Riga à lire sa poésie dans le cadre des Journées de la Francophonie. Certains de ses textes sont traduits et publiés en Lettonie, notamment le recueil Entre les murs de la Baltique devenu Starp Baltijas mūriem (Éditions Daugava, 2012). En 2014, elle participait au Festival international de poésie à Riga, Dzejas dienas.
On peut l’entendre dans une capsule poétique produite par Tout à coup la poésie.
Certains de ses poèmes ont été choisis pour la pièce Je me soulève présentée au Théâtre Le Trident en 2019.
Elle poursuit son engagement à faire connaître la culture lettone en collaborant à la révision linguistique du français de textes lettons.

## Œuvre

### Poésie
- Entre les murs de la Baltique, Éditions David, 2007[5]
- Du frimas sur la mer, Éditions David, 2010[6]
- Starp Baltijas mūriem, Apgāds Daugava, 2012[7]
- Recoudre la lumière, Éditions David, 2017[8]
- Défricher l’aube, Éditions David, 2021[9]